# Valentin Prokopov
Valentin Ivanovitsj Prokopov (Russisch: Валентин Иванович Прокопов) (10 juni 1929 – 10 juni 1929 was een waterpolospeler van de Sovjet-Unie.
Valentin Prokopov nam als waterpoloër tweemaal deel aan de Olympische Spelen: in 1952 en 1956. Hij veroverde een bronzen medaille. Hij kreeg bekendheid na de bloed-in-het-waterwedstrijd tegen Hongarije. Hij sloeg Ervin Zádor die daarna het zwembad moest verlaten met een bloedend oog.